# نانیو، یاماگاتا
نانیو در استان یاماگاتا در کشور ژاپن  واقع شده‌است  که دارای جمعیت ۳۴٬۵۴۲ نفر و مساحت ۱۶۰٫۷۰ کیلومتر مربع با تراکم جمعیت ۲۱۵  نفر در کیلومترمربع است و در تاریخ ۱ آوریل ۱۹۶۷ به عنوان شهر شناخته شد.